# Sarmin (poddystrykt)
Sarmin – jedna z 7 jednostek administracyjnych trzeciego rzędu (nahijja) dystryktu Idlib w muhafazie Idlib w Syrii.
W 2004 roku poddystrykt zamieszkiwało 14 530 osób. Obejmuje on tylko jedną miejscowość - miasto Sarmin.